# Curios mongolicus
Curios mongolicus is een keversoort uit de familie glimwormen (Lampyridae). De wetenschappelijke naam van de soort werd voor het eerst geldig gepubliceerd in 1845 door Motschulsky.